# Cédric Taymans
Cédric Paul René Taymans (ur. 11 kwietnia 1975) – belgijski judoka. Olimpijczyk z Sydney 2000, gdzie odpadł w drugiej rundzie w wadze ekstralekkiej.
Srebrny medalista mistrzostw świata w 2001 i brązowy w 1997; uczestnik zawodów w 1999, 2003 i 2005. Startował w Pucharze Świata w latach 1995−2001 i 2003−2006. Zdobył trzy medale na mistrzostwach Europy w latach 1999−2001.

## Letnie Igrzyska Olimpijskie 2000
| Konkurencja | Rundy eliminacyjne        | Rundy eliminacyjne          | Klas. końcowa |
| Konkurencja | 1/64                      | 1/32                        | Miejsce       |
| ----------- | ------------------------- | --------------------------- | ------------- |
| 60 kg       | Rusłan Mirzalijew (UKR) Z | Brandan Greczkowski (USA) P | II runda.     |